# Mount Arrowsmith (Antarktika)
Mount Arrowsmith ist ein zerklüfteter Berggipfel im ostantarktischen Viktorialand. Er ragt über eine Länge von 3 km entlang eines Bergrückens auf, der vom Mount Perseverance in nordöstlicher Richtung verläuft und vom Mount Whitcombe benachbart wird.
Die nördliche neuseeländische Vermessungsmannschaft der Commonwealth Trans-Antarctic Expedition (1955–1958) kartierte ihn 1957 und benannte ihn aufgrund seiner Ähnlichkeit mit dem gleichnamigen neuseeländischen Berg in der Region Canterbury.